# 蔣和寧
蒋和宁（?—?），字用安，一字榕庵，又字畊叔，号耦漁，江苏常州府阳湖县人。清朝官员、诗人。

## 生平
乾隆十七年壬申恩科（1752年）进士，选翰林院庶吉士，散馆授编修。充方略馆纂修官，改湖广道监察御史。主贵州乡试。壮年即辞官归里，不再出仕，以奖掖后辈为己任。
工诗，与侍郎王昶、编修蒋士铨等诗酒交游。法式善评价其诗作“皆能以工炼出之，不作凡响”。

## 家族
祖父蒋镐。父蒋汾功，雍正元年进士。叔父蒋芳洲，康熙五十四年进士。叔父蒋骥，楚辞注家；叔父蒋鹏翮，工诗。
有二子蒋齐耀、蒋重耀。其甥洪亮吉，乾隆五十五年榜眼。

## 轶事
蔣和寧与袁枚有交。袁枚在《子不语》中载有蒋和宁偕友赴宴，享用河豚，担心中毒而饮用粪汤之事。还载其家厨被贪腐鬼卒捉放之事。